# Fritzwagneria
Fritzwagneria là một chi bướm đêm thuộc họ Geometridae.